# آنخل شاندلئین
آنخل شاندلئین (انگلیسی: Ángel Schandlein; ۱۲ اوت ۱۹۳۴ – ۴ آوریل ۱۹۹۸) بازیکن فوتبال اهل آرژانتین بود.
از باشگاه‌هایی که در آن بازی کرده‌است می‌توان به باشگاه فوتبال جیمناسیا لاپلاتا و باشگاه فوتبال بوکا جونیورز اشاره کرد.
وی همچنین در تیم ملی فوتبال آرژانتین بازی کرده‌است.